# Melitaea leucippe
Melitaea leucippe är en fjärilsart som beskrevs av Schneider 1787. Melitaea leucippe ingår i släktet Melitaea och familjen praktfjärilar. Inga underarter finns listade i Catalogue of Life.